# Crataegus chlorocarpa
Crataegus chlorocarpa là loài thực vật có hoa trong họ Hoa hồng. Loài này được Lenne & C. Koch mô tả khoa học đầu tiên.